# 마쓰시마노쓰보네

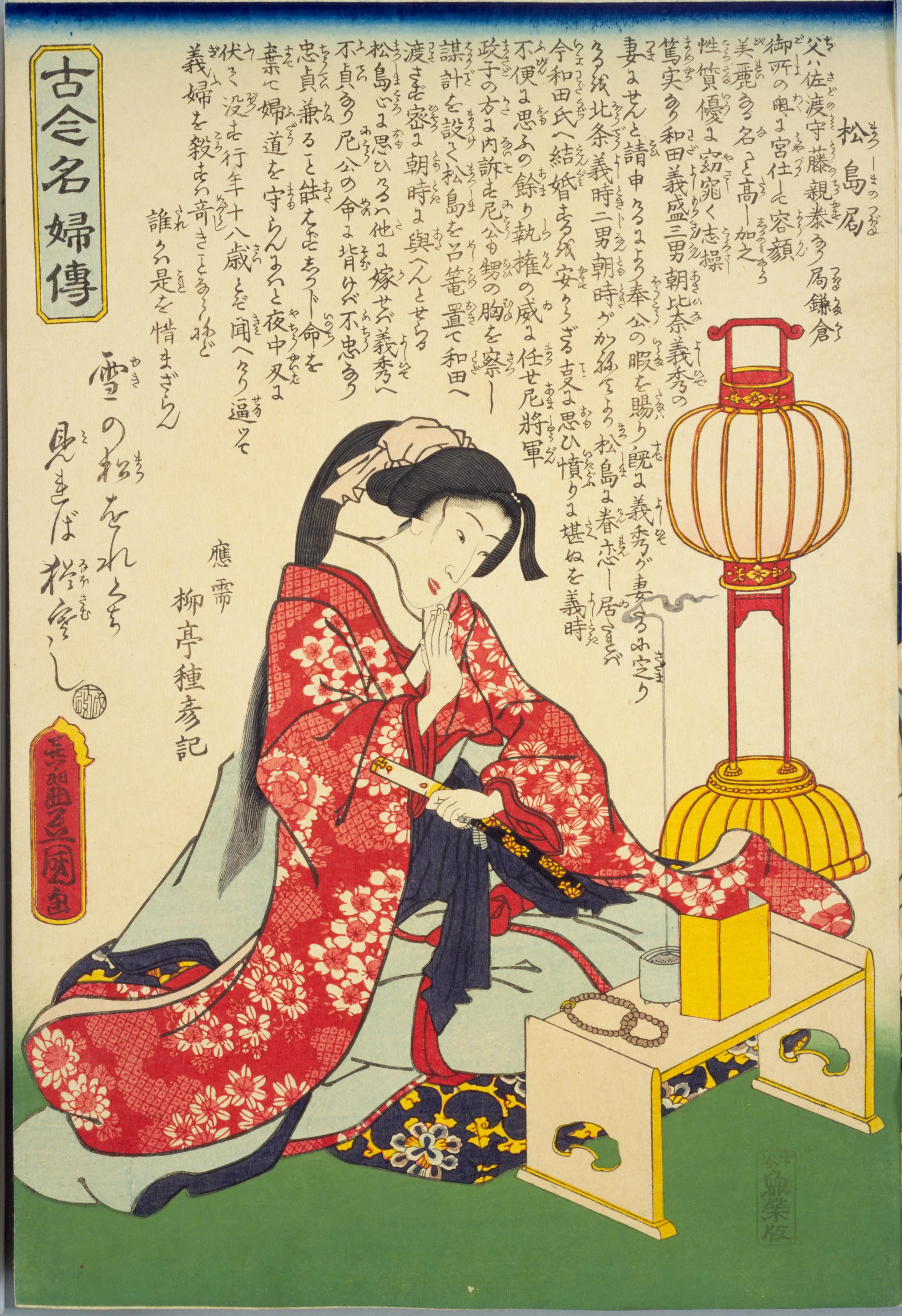
마츠시마노츠보네 초상화

마츠시마노츠보네(일본어: 松島局 まつしまのつぼね[*], 생몰년 미상)는 에도 시대 중기의 여성이다. 에도 막부 10대 쇼군 도쿠가와 이에하루의 유모이며, 오오쿠 죠로오토시요리이다. 히가시조노 모토마사의 딸이지만, 본명은 알려지지 않았다.

## 생애
겐분 2년 (1737년), 9대 쇼군 도쿠가와 이에시게의 적남 이에하루 (아명 타케치요)의 양육 담당 (유모)으로 불려와, 에도성 니시노마루고텐에 들어갔다. 호레키 10년 (1760년)에 이에하루가 10대 쇼군에 취임함과 동시에, 혼마루고텐으로 이사, 쇼군 소속 죠로오토시요리로서 오오쿠를 관리했다. 
이에하루 쇼군 취임 해부터 메이와 9년 (1772년)까지 긴 기간 동안 필두로죠 지위로 군림하며, 절대적인 권력을 휘둘렀지만, 안에이 3년 (1774년)부터 같은 지위인 쇼군 소속 죠로오토시요리였던 타카오카가 필두로죠가 되면서, 마츠시마노츠보네는 홀연히 무대 위에서 사라졌다. 생몰년, 묘비 등도 알려지지 않았다.

## 일화
전 쇼군 ・이에시게의 오츠기로서 섬겼던 오치호노카타를 로쥬 타누마 오키츠구와 공모하여 이에하루의 측실로 추천했다고 한다. 그 후, 오오쿠의 여관이었던 오시나노카타를 자신의 양녀로 삼아, 역시 측실로 추천했다고 한다. 이 오시나는, 이에하루의 미다이도코로 이소노미야 토모코가 교토에서 에도로 내려올 때, 수행한 여관이며, 마츠시마노츠보네・타누마파의 권력 확대를 우려한 미다이도코로 소속 죠로오토시요리 히로하시가, 그 위광을 주장하여 굳이 오시나를 마츠시마노츠보네의 수양딸로서 측실로 보냈다는 설이 있다.

## 관련 작품

### TV드라마
- 오오쿠 (1983년) (1983년, 칸사이 테레비) - 배우 오토와 노부코
- 오오쿠 (2024년, 후지테레비) - 배우 쿠리야마 치아키

## 참고문헌
- 쿠모무라 슌조 『大奥の美女は踊る』 (PHP연구소, 2006년)
- 타카야나기 카네요시 『大奥の秘事』 (유잔가쿠, 2003년)